# Lesesaal des Archivs des Erzbistums München und Freising

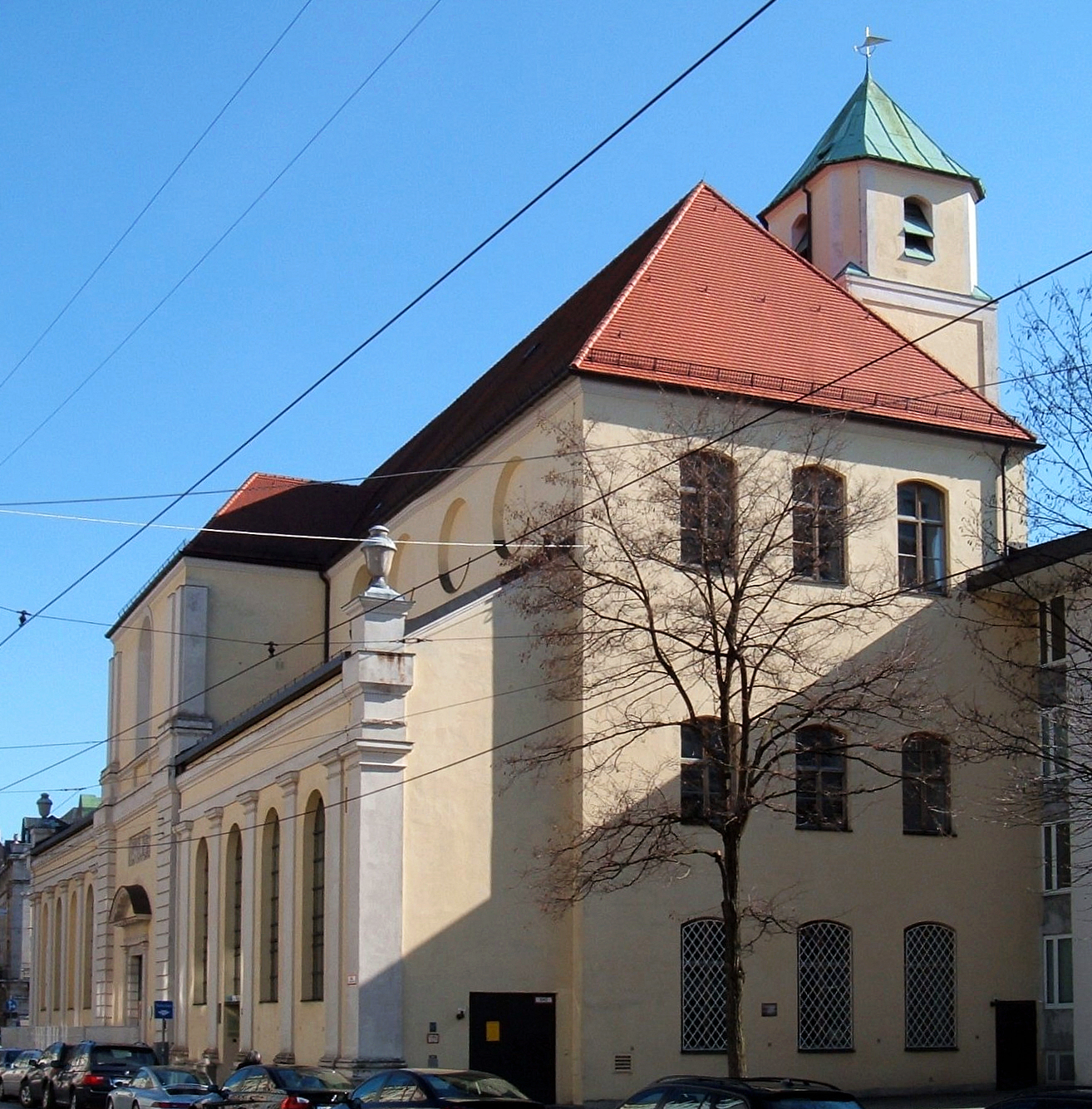
Ehemalige Sakristei im Westen der Karmeliterkirche

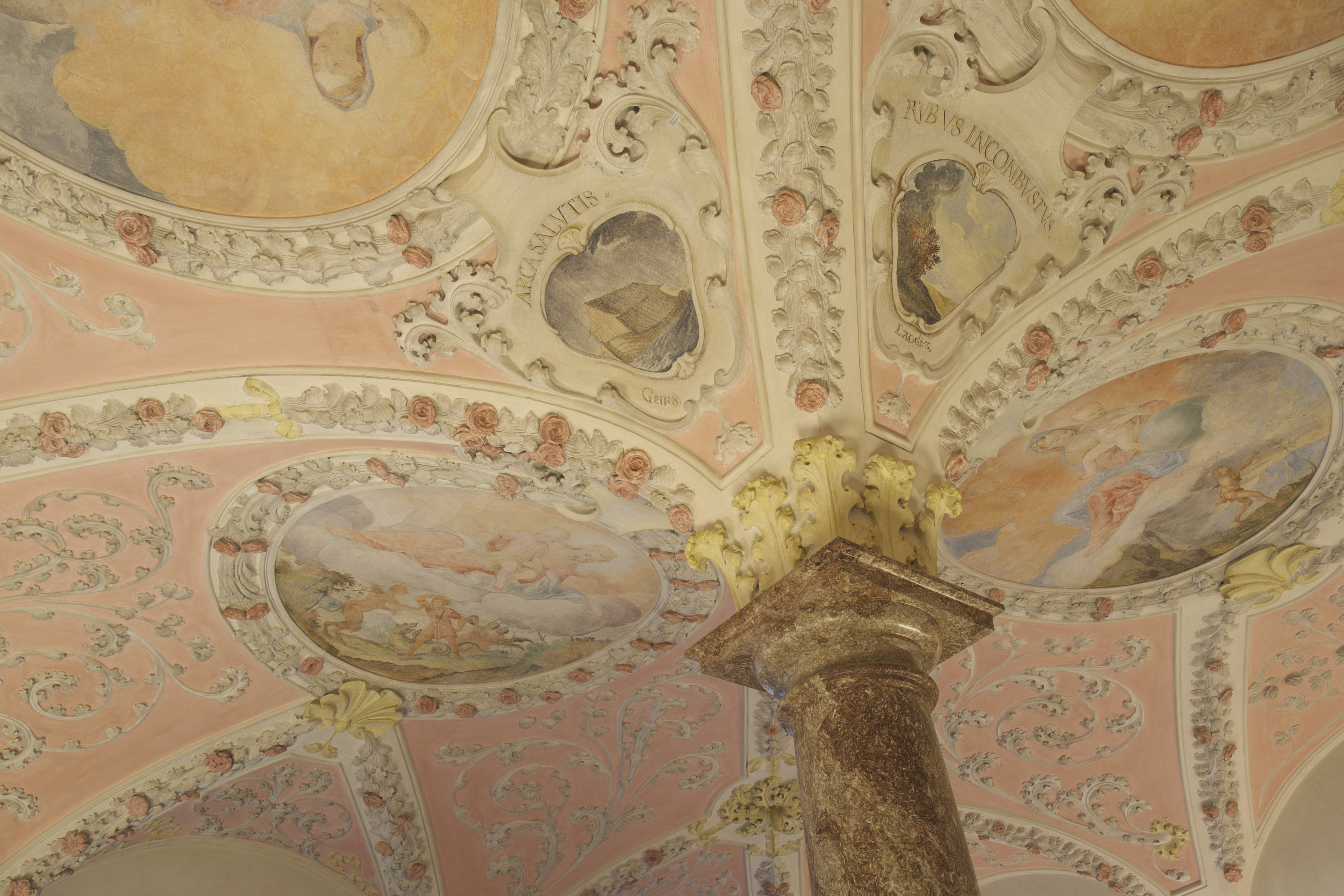
Stuckdekor und Fresken am Gewölbe

Der Lesesaal des Archivs des Erzbistums München und Freising ist in der Sakristei der ehemaligen Klosterkirche St. Nikolaus der Unbeschuhten Karmeliten in der Karmeliterstraße 1 in der Münchner Altstadt im Stadtbezirk Altstadt-Lehel eingerichtet. Der Lesesaal gehört zu den wenigen erhaltenen barocken Innenräumen in München. In den Jahren 1980/81 wurden Deckenfresken aus dem frühen 18. Jahrhundert wieder freigelegt und restauriert. Seit 1981 steht der Saal den Benutzern des Archivs des Erzbistums München und Freising und der Bibliothek des Metropolitankapitels zur Verfügung.

## Geschichte
Das durch Kurfürst Maximilian I. gestiftete und durch seinen Sohn Ferdinand Maria in den Jahren 1654 bis 1660 errichtete Kloster wurde im Jahr 1803 säkularisiert und anschließend für schulische Zwecke genutzt. In einem Gebäudeflügel wurde 1844 das Erzbischöfliche Ordinariat untergebracht. Im Zweiten Weltkrieg wurden die ehemaligen Klostergebäude zerstört und die Kirche schwer beschädigt. Im Jahr 1955 wurde auf dem Gelände ein Neubau für das Erzbischöfliche Ordinariat errichtet und die Kirche in den Jahren 1955 bis 1957 durch Sep Ruf – allerdings zu anderer Nutzung – vereinfacht wiederaufgebaut. Die einstige Ordenskirche beherbergt heute neben einem Veranstaltungssaal das Archiv des Erzbistums München und Freising und die Bibliothek des Metropolitankapitels. Im Jahr 1981 wurde in der ehemaligen Sakristei der Lesesaal eingerichtet.

## Architektur
Gemäß dem Bauschema des Karmeliterordens schloss sich die Sakristei an den Altarraum an. Über der Sakristei der nach Westen ausgerichteten Basilika lag der Mönchschor und darüber die Bibliothek. Wie aus der Klosterchronik hervorgeht, wurden diese drei in der Mitte des 17. Jahrhunderts errichteten Räume im Jahr 1708 durch den Ordensarchitekten Georg Schorn (Frater Dominicus) neu gestaltet.
Der heutige Lesesaal ist ein quadratischer Raum mit einer Seitenlänge von 9,80 Metern, der von einem Kreuzgratgewölbe mit Stichkappeneinschnitten gedeckt wird, das auf einer zentralen, toskanischen Säule aus Tegernseer Rotmarmor aufliegt. Der Saal wird durch drei große Fenster an der Westseite beleuchtet.

## Stuckdekor und Fresken
Die Decke ist mit einem reichen, farbig gefassten Stuckdekor aus Akanthusranken und Blütenkränzen überzogen, der von dem Italiener Francesco Marazzo geschaffen wurde. Die Fresken wurden von dem aus Innsbruck stammenden Maler Johann Anton Gumpp (1654–1719) ausgeführt. Fresken und Stuck werden um 1715/19 datiert.
Die schadhaft gewordenen Fresken wurden nach 1802 übertüncht und in den Jahren 1980/81 wieder freigelegt und restauriert.

## Ikonografie
Thema der Fresken ist Maria, die Schutzpatronin des Karmeliterordens. Ihre Verehrung als Unsere Liebe Frau vom Berge Karmel bezieht sich auf die Gründung des Ordens im Karmelgebirge.
Auf den vier Rundbildern an der Decke ist Maria mit dem Jesuskind dargestellt und die Gefahren, die von den vier Elementen Luft, Feuer, Wasser und Erde ausgehen. Die Szenen schildern die Hilfe, die Maria den Trägern des von den Karmeliten als Heilszeichen verbreiteten Skapuliers zuteilwerden lässt. Dabei handelt es sich um ein symbolisches Stück Stoff, eine verkleinerte Nachbildung eines Kleidungsstücks ihrer Ordenstracht.
Ein Medaillon zeigt einen Mann, der ein Skapulier um den Hals trägt und der von einem Gewitter überrascht wird. In einer anderen Szene sieht man Bewohner eines brennenden Hauses, die dem Feuer mit Hilfe von Skapulieren Einhalt zu gebieten versuchen. Auf einer Darstellung ist ein Schiff zu sehen, das von hohen Wellen gegen einen Fels getrieben wird. Im Wasser schwimmen Schiffbrüchige, über denen das Jesuskind zwei Skapuliere in Händen hält. Eine weitere Szene zeigt einen Mann, der von teuflischen Wesen bedroht wird und der ebenfalls ein Skapulier um den Hals hängen hat.

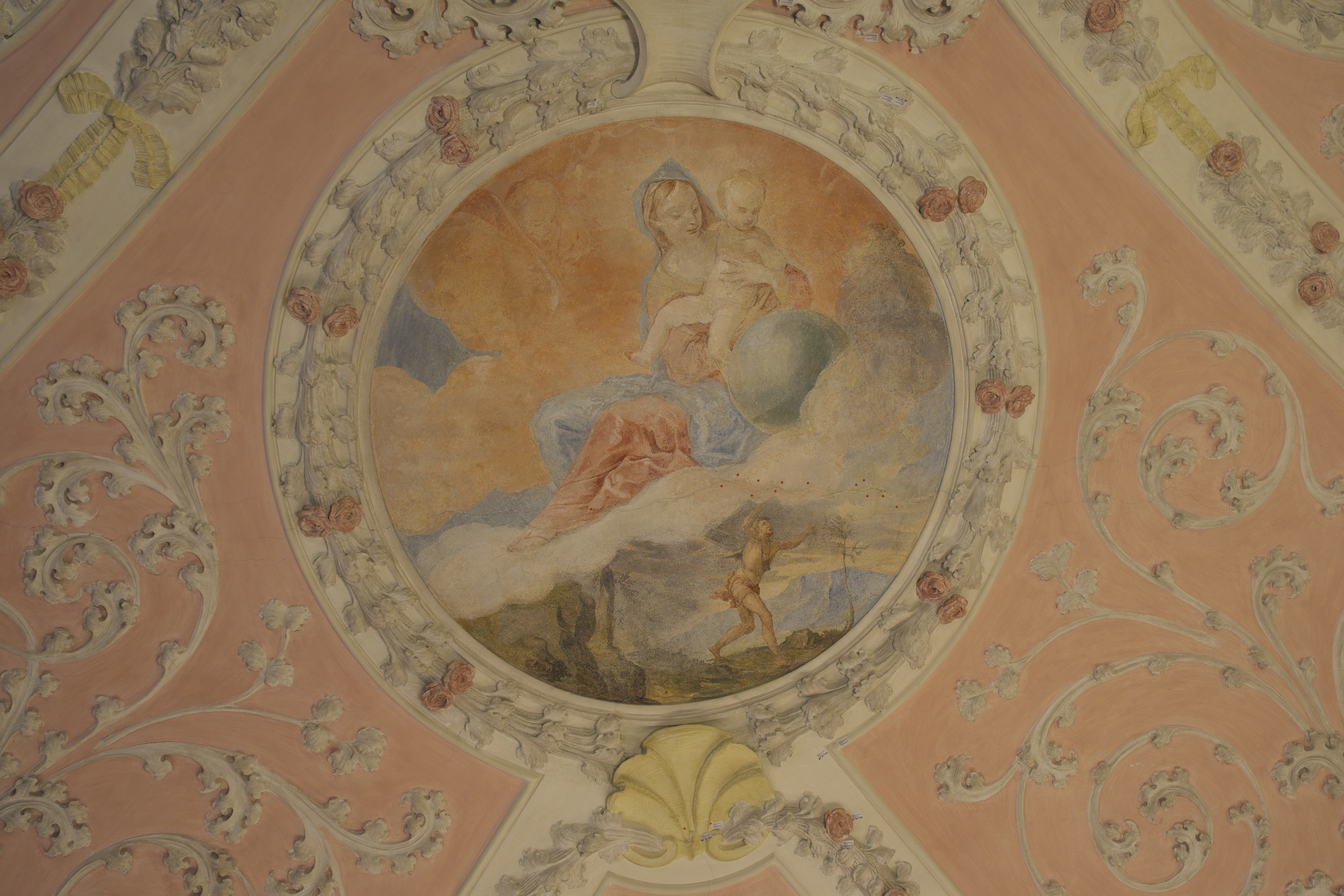
Ein Mann wird von einem Gewitter überrascht
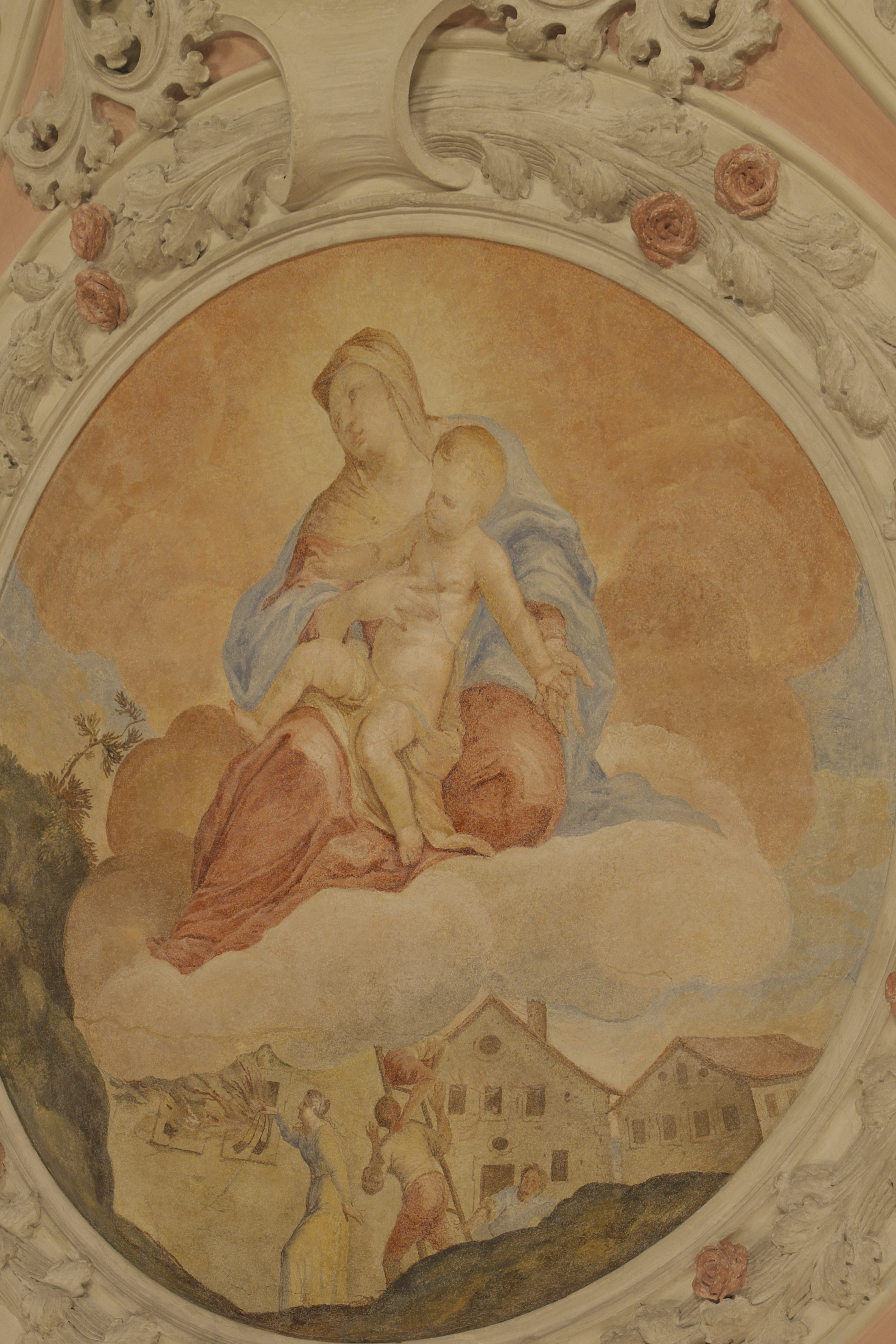
Bewohner eines brennenden Hauses versuchen mit Hilfe von Skapulieren dem Feuer Einhalt zu gebieten
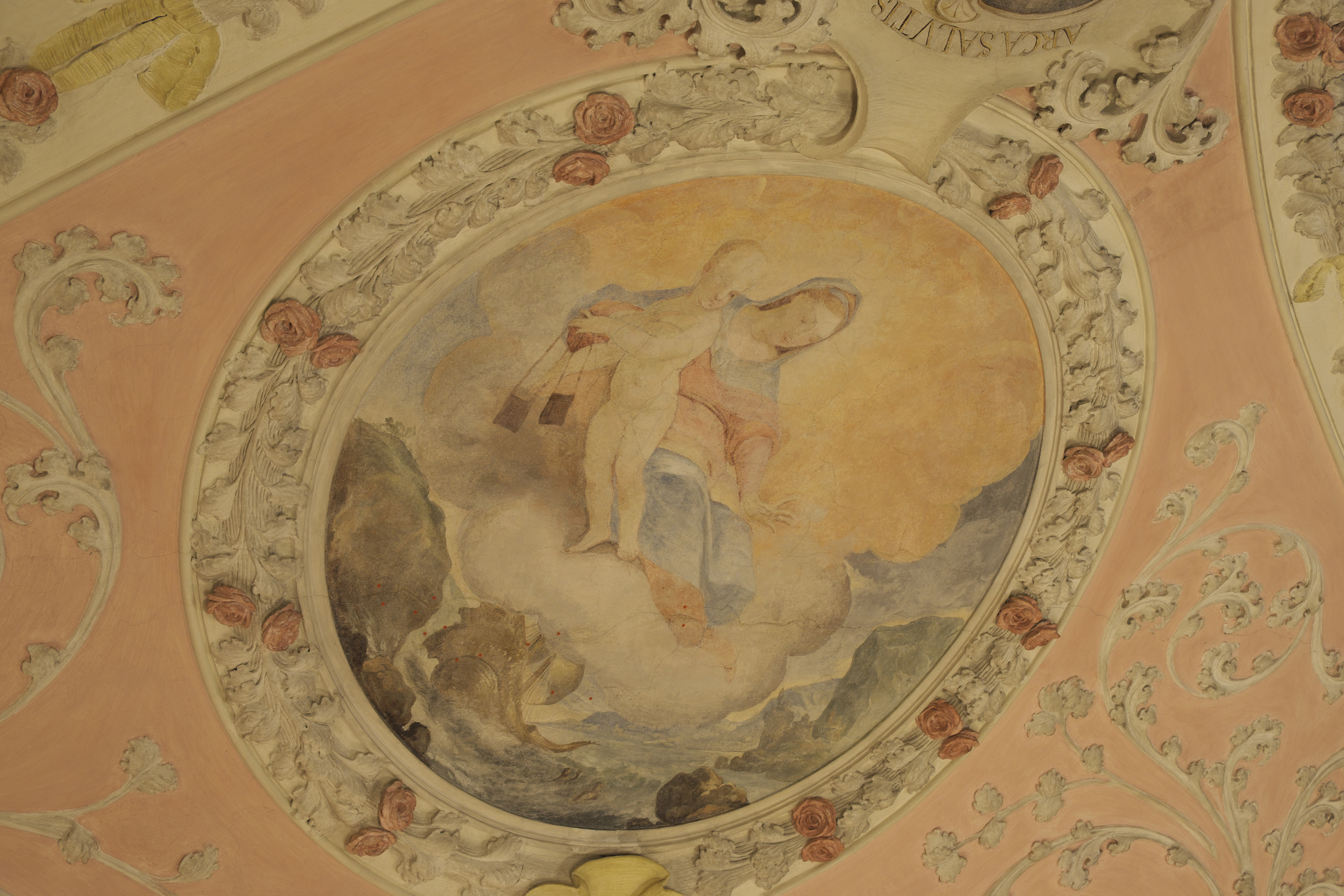
Ein Schiff wird von hohen Wellen an einen Fels getrieben
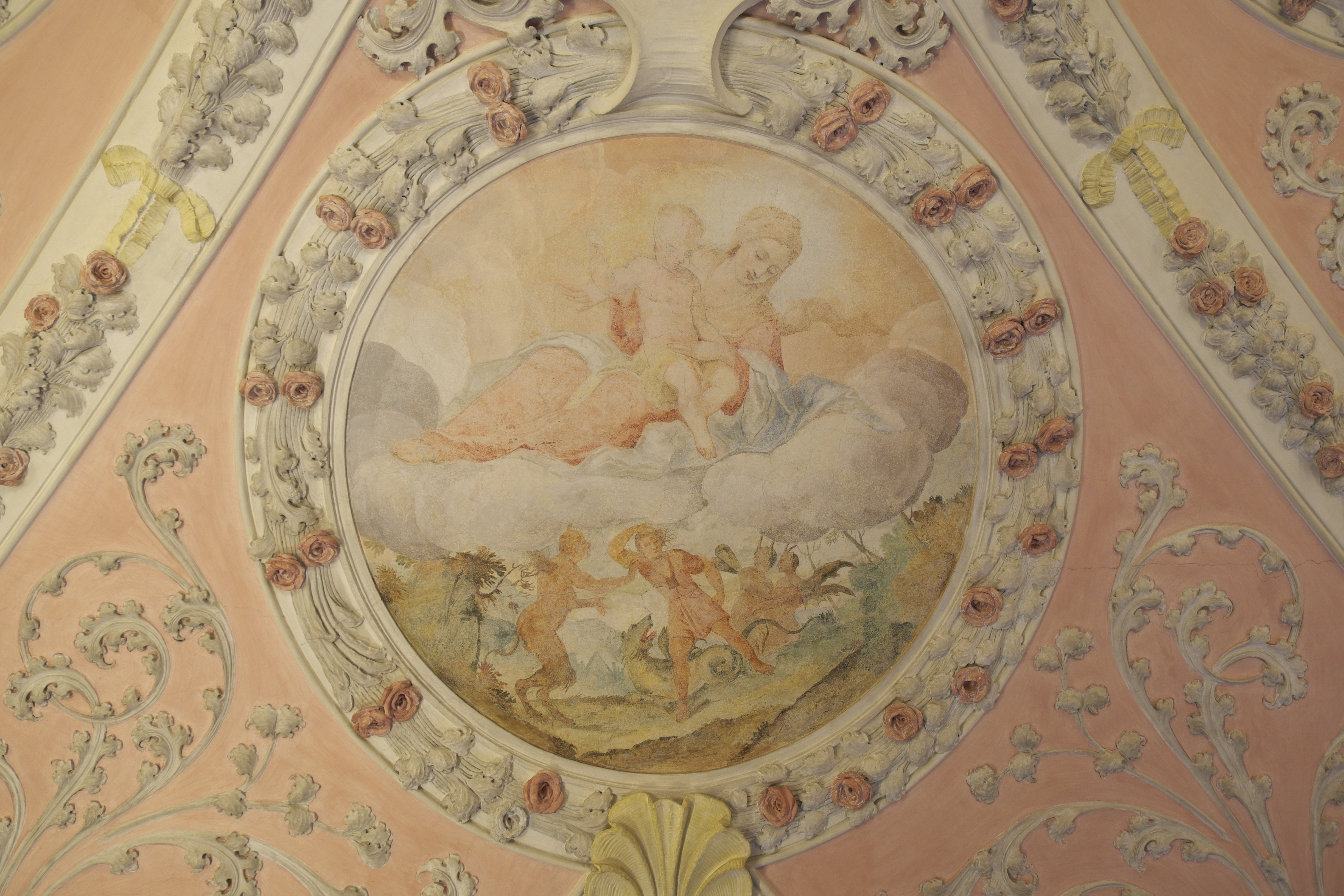
Ein Mann wird von teuflischen Wesen bedroht

In den kleineren Kartuschen sind Szenen aus dem Alten Testament dargestellt. Der Regenbogen (Gen 9,13 ) erinnert an das Zeichen des Bundes, den Gott mit den Menschen nach der Sintflut geschlossen hat. Der brennende Dornbusch (Ex 3,2 ) ist ein Symbol für die Jungfräulichkeit Marias. Die Darstellung der Arche Noah (Gen 8 ) trägt die Inschrift „ARCA SALUTIS“ (Arche des Heils), was auch als eine Lobpreisung Marias zu verstehen ist. Auf einer Darstellung ist das Haus der Rahab (Jos 2  und Jos 6 ) zu sehen, deren Haus bei der Eroberung der Stadt Jericho durch die Israeliten vor der Zerstörung verschont wurde, da am Fenster – als Zeichen für die Verschonung – eine rote Schnur, eine Anspielung auf das Skapulier, angebracht war.

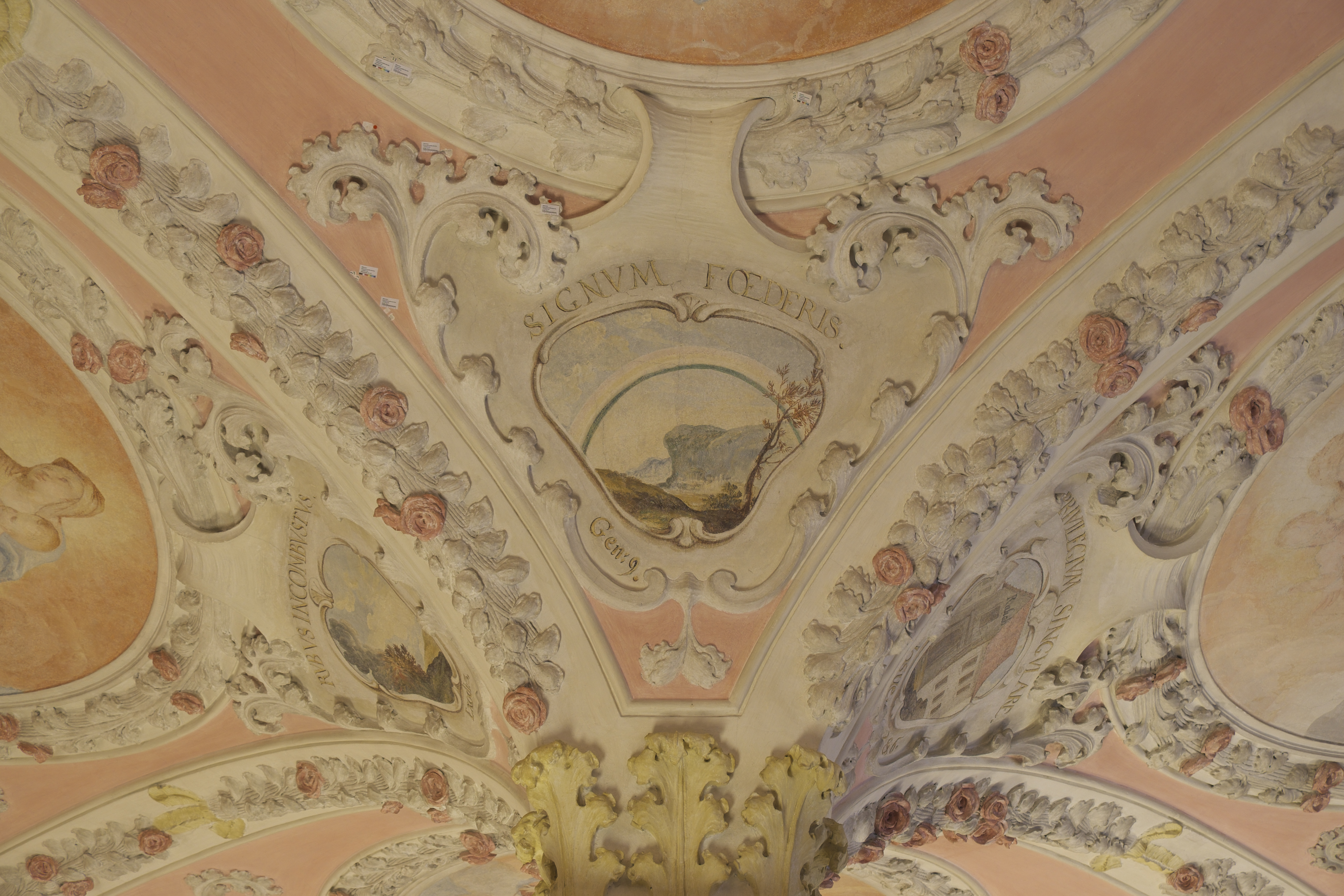
Regenbogen
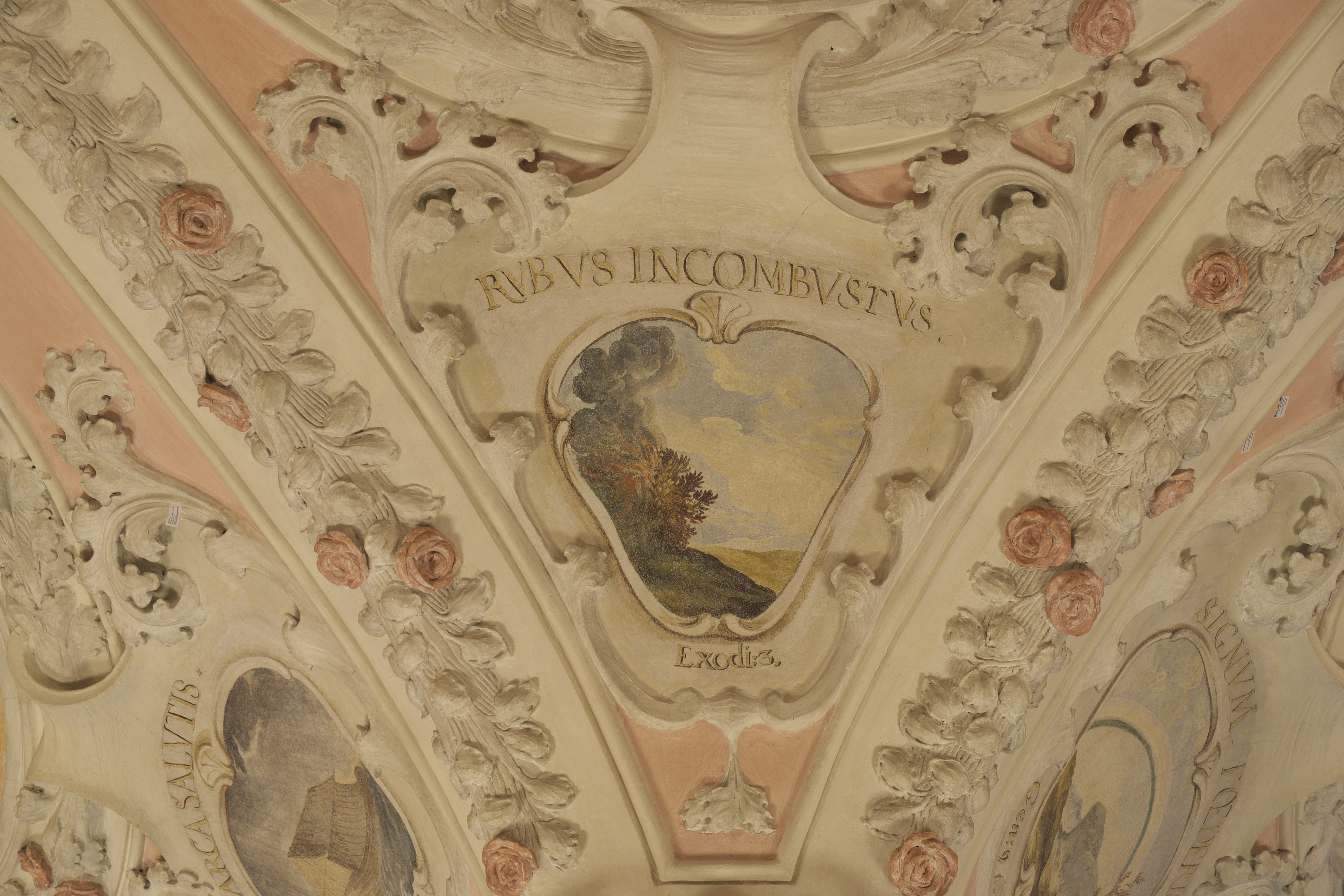
Brennender Dornbusch
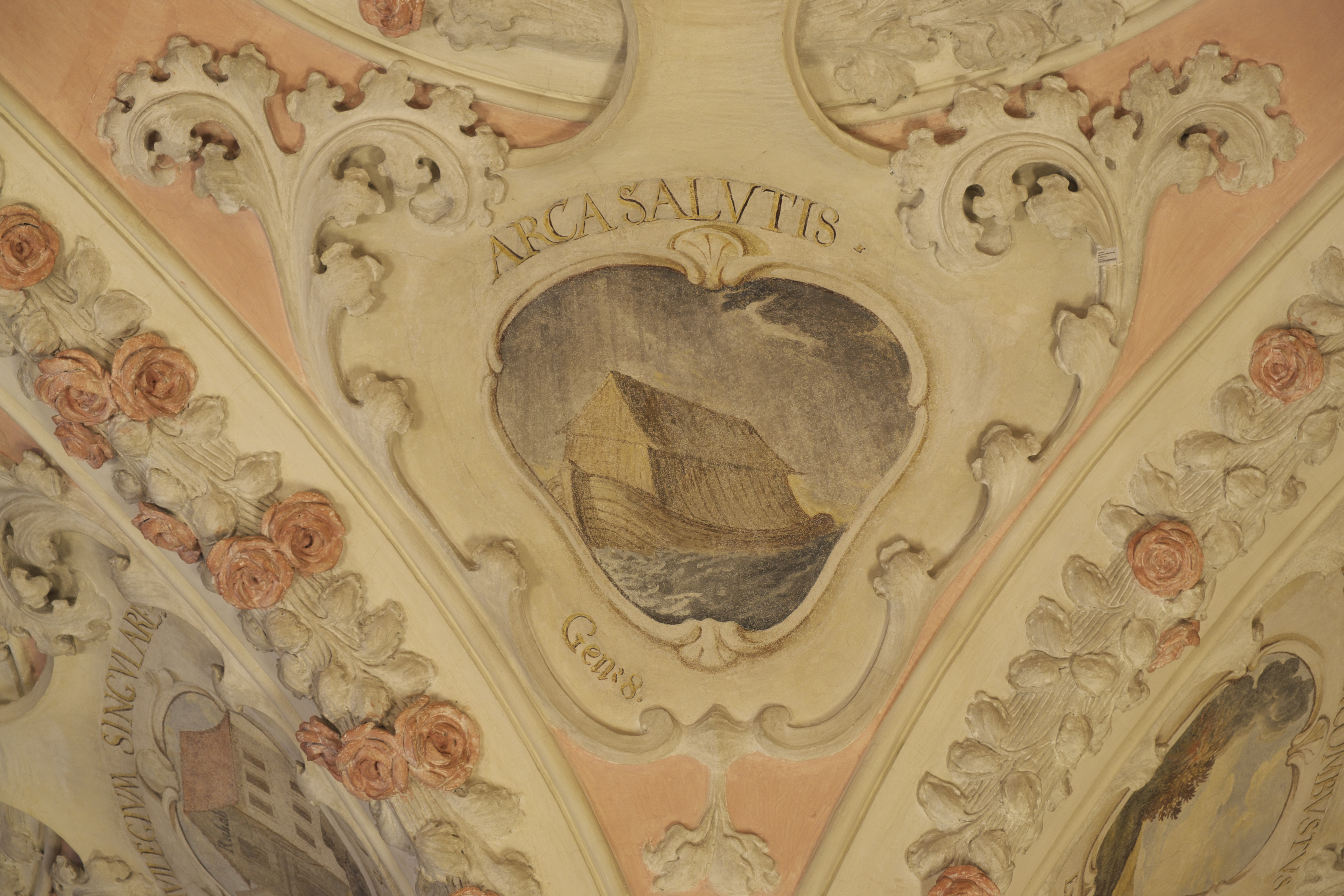
Arche Noah
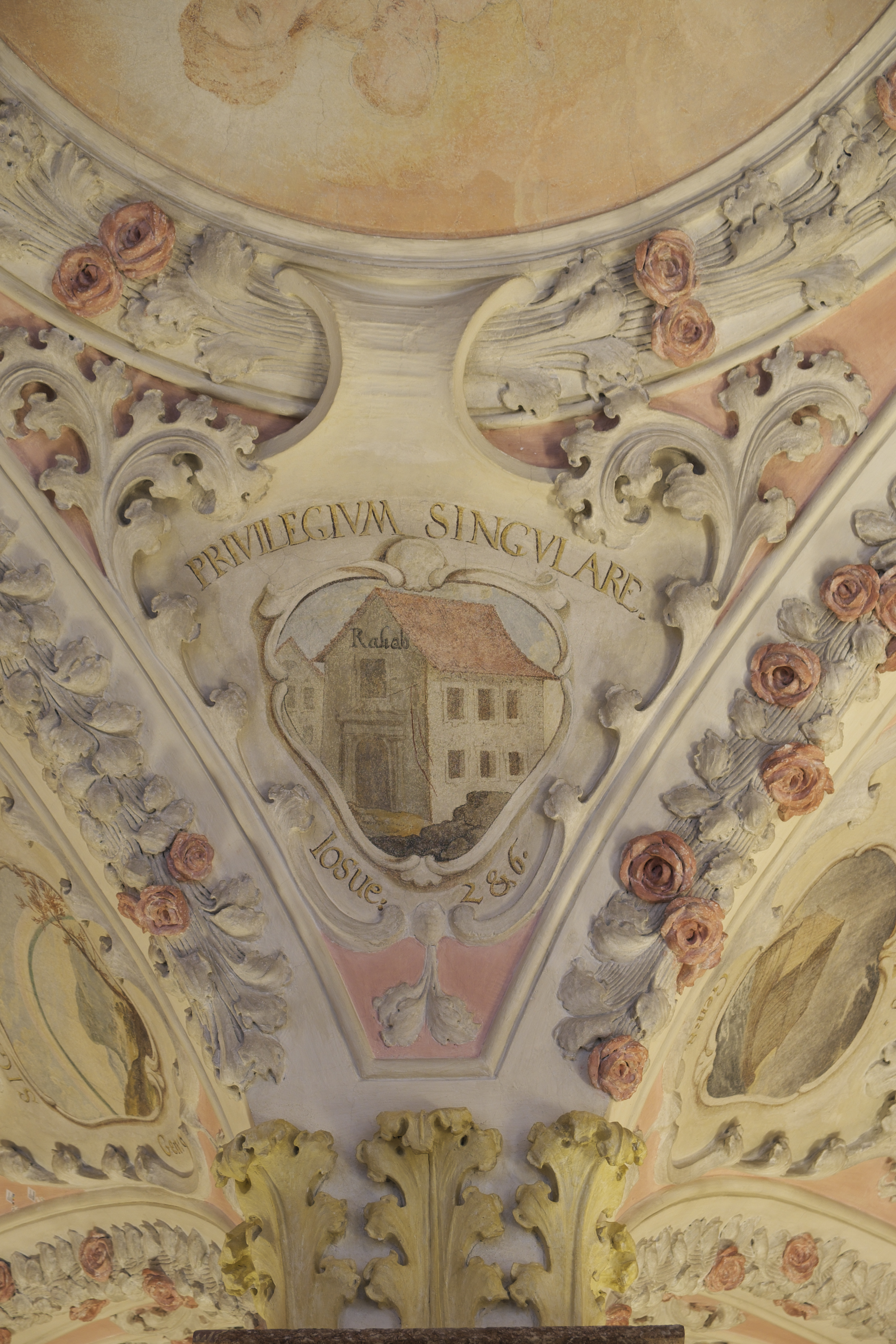
Haus der Rahab